# Caterina Bondini
Caterina Saporiti Bondini (1757 – dopo 1791) è stata un soprano italiana.

## Biografia
Fu impegnata nel Teatro degli Stati di Praga nel 1784-1791, dove cantò ruoli importanti nelle opere di Mozart. Nel 1773 si sposò con l'impresario Pasquale Bondini e divenne un soprano popolare nella compagnia di suo marito a metà degli anni 1780. La coppia ebbe cinque figli, solo due dei quali vissero fino all'età adulta, fra cui Marianna Bondini Barilli. Cantò Susanna nella prima produzione praghese di Le nozze di Figaro all'inizio di dicembre 1786. Ella creò pure il ruolo di Zerlina nella prima di Don Giovanni, il 29 ottobre 1787, però col nome di Teresina Bondini nel libretto, il quale è ormai sparito.